# Turneria dahlii
Turneria dahlii är en myrart som beskrevs av Auguste-Henri Forel 1901. Turneria dahlii ingår i släktet Turneria och familjen myror. Inga underarter finns listade i Catalogue of Life.